# Omiodes argentigulalis
Omiodes argentigulalis is een vlinder uit de familie van de grasmotten (Crambidae). De wetenschappelijke naam van deze soort is voor het eerst voorgesteld als Phryganodes argentigulalis door William Schaus in een publicatie uit 1912.
De soort komt voor in Costa Rica.